# Román Gómez (calciatore)
Román Agustín Gómez (Quilmes, 14 luglio 2004) è un calciatore argentino, difensore dell'Estudiantes (LP).

## Caratteristiche tecniche
Gioca come terzino destro.

## Carriera
Gómez è cresciuto nelle giovanili dell'Estudiantes (LP) ed ha debuttato in prima squadra il 9 marzo 2024 nell'incontro di Copa de la Liga Profesional perso 3-1 contro il Sarmiento (J). Il 6 agosto seguente ha firmato il primo contratto professionistico.

## Statistiche

### Presenze e reti nei club
Statistiche aggiornate al 25 febbraio 2025.
| Stagione        | Squadra          | Campionato      | Campionato | Campionato | Coppe nazionali | Coppe nazionali | Coppe nazionali | Coppe continentali | Coppe continentali | Coppe continentali | Altre coppe | Altre coppe | Altre coppe | Totale | Totale | Totale |
| Stagione        | Squadra          | Comp            | Pres       | Reti       | Comp            | Pres            | Reti            | Comp               | Pres               | Reti               | Comp        | Pres        | Reti        | Pres   | Reti   |        |
| --------------- | ---------------- | --------------- | ---------- | ---------- | --------------- | --------------- | --------------- | ------------------ | ------------------ | ------------------ | ----------- | ----------- | ----------- | ------ | ------ | ------ |
| 2024            | Estudiantes (LP) | PD              | 5          | 0          | CA+CdL          | 0+1             | 0               | CL                 | 0                  | 0                  | SA+TdC      | 0           | 0           | 6      | 0      |        |
| 2025            | Estudiantes (LP) | PD              | 0          | 0          | CA              | 1               | 0               | CL                 | 0                  | 0                  | -           | -           | -           | 1      | 0      |        |
| Totale carriera | Totale carriera  | Totale carriera | 5          | 0          |                 | 2               | 0               |                    | 0                  | 0                  |             | 0           | 0           | 7      | 0      |        |

## Palmarès

### Club

#### Competizioni nazionali
- Copa de la Liga Profesional: 1

Estudiantes: 2024
- Trofeo de Campeones de la Liga Profesional: 1

Estudiantes: 2024